# Jazz Club Minden
Der Jazz Club Minden ist ein überregional bekannter Club in der ostwestfälischen Stadt Minden in Nordrhein-Westfalen.
Seit 1987 befindet er sich in den Kellerräumen des Bildungszentrums Weingarten am Königswall 97, der ehemaligen Strothmannschen Brennerei. In den Clubräumen, die rund 250 Besucher fassen, finden etwa 40 Konzerte im Jahr statt.

## Geschichte
Der Jazz Club Minden e. V. wurde am 1. Mai 1953 durch Christian Beermann und Günter Kunz gegründet und ist damit einer der ältesten noch bestehenden deutschen Jazzclubs. Beermann und Kunz hatten am Besselgymnasium Minden gerade ihr Abitur gemacht und waren fasziniert durch die neue Musik. Befördert wurde die Idee des Jazz Clubs in Minden dadurch, dass Minden damals noch eine größere britische Garnison hatte. Er wird ehrenamtlich von einem gemeinnützigen Verein (Jazz Club Minden e. V.) getragen, der rund 400 Mitglieder hat. Erster Vorsitzender ist Matthias Niemann, Stellvertretender Vorsitzender Hermann Schürmann.
Zunächst in verschiedenen Kellern beheimatet, befand sich der Jazz Club ab dem 1. März 1974 in der Priggenhagen, bis er 1987 in das heutige Domizil im Königswall 97 umzog.
Außerhalb der eigenen Räumlichkeiten veranstaltet der Club seit 1982 regelmäßig im Juli/August eine „Jazz Summer Night“ auf dem Mindener Marktplatz, die zwischen 5.000 und 10.000 Zuschauer anzieht.
Außerdem veranstaltete der Club bis 2010 ein jährliches Gospelkonzert in der Martinikirche und in den 1990er Jahren gab es eine Veranstaltungsreihe unter der Bezeichnung „Mindener Jazz Frühling“.
Im Jahr 1992 war der Jazz Club Mitveranstalter der Kulturtage Jazz in Minden.

## Auszeichnungen
2003 wurde der Jazz Club mit dem Bürgerpreis der Stadt Minden ausgezeichnet, der vom damaligen Vorsitzenden Hans-Joachim Rickert entgegengenommen wurde.
2013 und 2018 wurde der Jazz Club Minden für sein „kulturell herausragendes Livemusik-Programm“ ausgezeichnet und erhielt 2013 aus der Hand von Staatsminister Bernd Neumann und von dessen Nachfolgerin Monika Grütters 2018 erneut den deutschen Spielstättenprogrammpreis "Applaus".

## Gäste
Das Einzugsgebiet der Konzerte des Clubs reicht über die im Umkreis liegenden Großstädte (Hannover, Osnabrück, Bielefeld) hinaus. Im Jazzclub gastierten Musiker wie unter anderem Randy Brecker, Klaus Doldinger, Diana Krall, Freddie Hubbard, Roy Hargrove, Bill Evans, George Duke, Paul Kuhn, Charlie Mariano, Dave Brubeck, Nils Landgren, Nat Adderley, Airto Moreira, Candy Dulfer, Charlie Hunter und Flora Purim.
Bebop-Legende Dizzy Gillespie gab in Minden 1991 sein letztes Konzert in Europa.
Einmal im Monat findet eine offene Jam-Session mit zumeist lokalen Musikern statt, geleitet wird diese von einer Formation um Ansgar Specht. Des Weiteren fördert der Jazz Club eine hauseigene Junior-Band unter dem Namen "Bandfabrik", die unter der Leitung von Klaus Merkel steht.

## Regelmäßige Veranstaltungen
- „Jazz Summer Night“ auf dem Marktplatz Minden, seit 1992